# Tram van Brest
De tram van Brest is een tramnetwerk op vrije baan in de Franse stad Brest dat op 23 juni 2012 geopend is.

## Geschiedenis
In 1898 werden de eerste twee lijnen van de Brestse tram geopend. Het netwerk bleef in exploitatie tot de bombardementen van de stad in 1944. In 1947 werd het netwerk verdergezet met trolleybussen. Vanaf 1963 werden stelselmatig bussen ingevoerd als modernisering van het wagenpark. Vanaf 1964 werd de exploitatie gedaan met bussen die enkel een chauffeur nodig hadden in plaats van een chauffeur en conducteur zoals de trolleybussen.
In 1984 werd door Georgos Lombard het idee gelanceerd om terug een tramnetwerk op te starten.